# Socarnopsis catacumba
Socarnopsis catacumba is een vlokreeftensoort uit de familie van de Lysianassidae. De wetenschappelijke naam van de soort is voor het eerst geldig gepubliceerd in 1985 door Clark & Barnard.